# Singoli al numero uno nella Billboard Hot 100 nel 1978
La Billboard Hot 100 è la classifica dei singoli più venduti negli Stati Uniti d'America redatta dal magazine Billboard.

## HOT 100

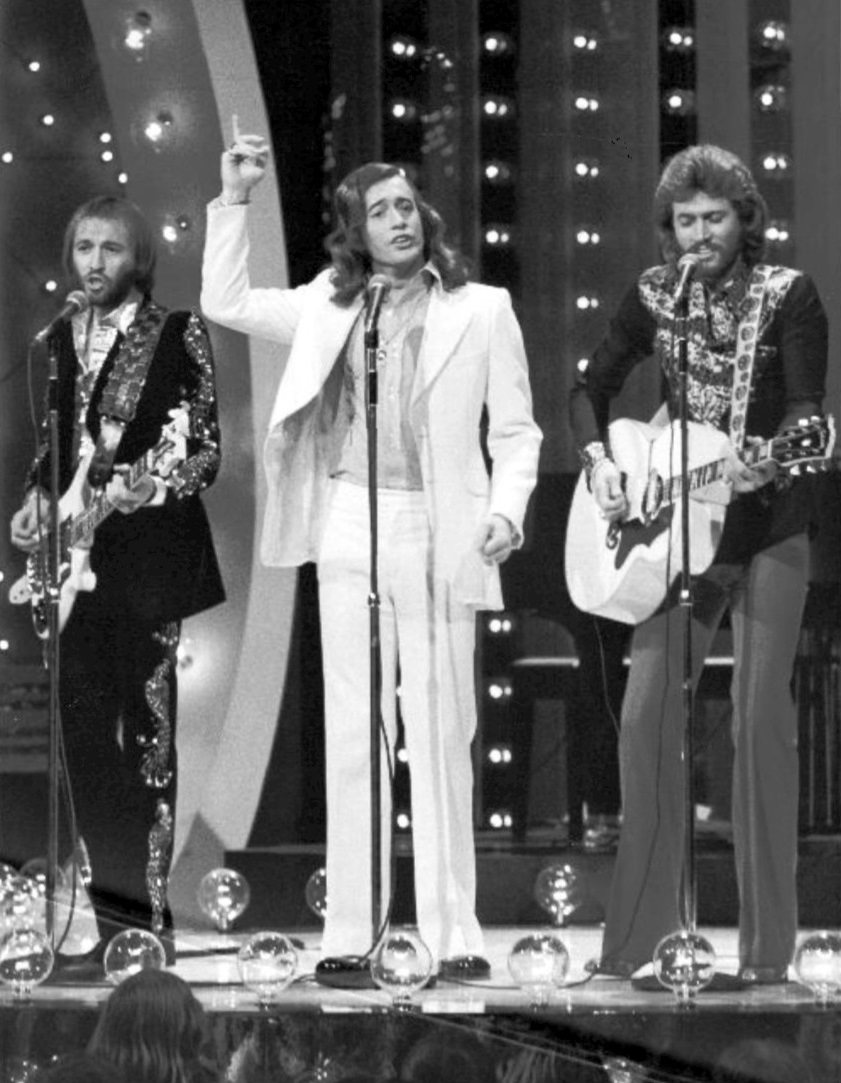
I Bee Gees piazzarono diversi singoli al primo posto nel 1978 in seguito al successo ottenuto dalla colonna sonora di Saturday Night Fever.

| la canzone contrassegnata con lo sfondo giallo si è aggiudicata il titolo di singolo #1 nella classifica cumulativa di fine anno del 1978 di Billboard. |

| Data di Pubblicazione | Canzone                          | Artista                            | Fonte |
| --------------------- | -------------------------------- | ---------------------------------- | ----- |
| 7 Gennaio             | "How Deep Is Your Love"          | Bee Gees                           |       |
| 14 Gennaio            | "Baby Come Back"                 | Player                             |       |
| 21 Gennaio            | "Baby Come Back"                 | Player                             |       |
| 28 Gennaio            | "Baby Come Back"                 | Player                             |       |
| 4 Febbraio            | "Stayin' Alive"                  | Bee Gees                           |       |
| 11 Febbraio           | "Stayin' Alive"                  | Bee Gees                           |       |
| 18 Febbraio           | "Stayin' Alive"                  | Bee Gees                           |       |
| 25 Febbraio           | "Stayin' Alive"                  | Bee Gees                           |       |
| 4 Marzo               | "(Love Is) Thicker Than Water"   | Andy Gibb                          |       |
| 11 Marzo              | "(Love Is) Thicker Than Water"   | Andy Gibb                          |       |
| 18 Marzo              | "Night Fever"                    | Bee Gees                           |       |
| 25 Marzo              | "Night Fever"                    | Bee Gees                           |       |
| 1 Aprile              | "Night Fever"                    | Bee Gees                           |       |
| 8 Aprile              | "Night Fever"                    | Bee Gees                           |       |
| 15 Aprile             | "Night Fever"                    | Bee Gees                           |       |
| 22 Aprile             | "Night Fever"                    | Bee Gees                           |       |
| 29 Aprile             | "Night Fever"                    | Bee Gees                           |       |
| 6 Maggio              | "Night Fever"                    | Bee Gees                           |       |
| 13 Maggio             | "If I Can't Have You"            | Yvonne Elliman                     |       |
| 20 Maggio             | "With a Little Luck"             | Wings                              |       |
| 27 Maggio             | "With a Little Luck"             | Wings                              |       |
| 3 Giugno              | "Too Much, Too Little, Too Late" | Johnny Mathis e Deniece Williams   |       |
| 10 Giugno             | "You're the One That I Want"     | John Travolta e Olivia Newton-John |       |
| 17 Giugno             | "Shadow Dancing"                 | Andy Gibb                          |       |
| 24 Giugno             | "Shadow Dancing"                 | Andy Gibb                          |       |
| 1 Luglio              | "Shadow Dancing"                 | Andy Gibb                          |       |
| 8 Luglio              | "Shadow Dancing"                 | Andy Gibb                          |       |
| 15 luglio             | "Shadow Dancing"                 | Andy Gibb                          |       |
| 22 Luglio             | "Shadow Dancing"                 | Andy Gibb                          |       |
| 29 Luglio             | "Shadow Dancing"                 | Andy Gibb                          |       |
| 5 Agosto              | "Miss You"                       | The Rolling Stones                 |       |
| 12 Agosto             | "Three Times a Lady"             | Commodores                         |       |
| 19 Agosto             | "Three Times a Lady"             | Commodores                         |       |
| 26 Agosto             | "Grease"                         | Frankie Valli                      |       |
| 2 Settembre           | "Grease"                         | Frankie Valli                      |       |
| 9 Settembre           | "Boogie Oogie Oogie"             | A Taste of Honey                   |       |
| 16 Settembre          | "Boogie Oogie Oogie"             | A Taste of Honey                   |       |
| 23 Settembre          | "Boogie Oogie Oogie"             | A Taste of Honey                   |       |
| 30 Settembre          | "Kiss You All Over"              | Exile                              |       |
| 7 Ottobre             | "Kiss You All Over"              | Exile                              |       |
| 14 Ottobre            | "Kiss You All Over"              | Exile                              |       |
| 21 Ottobre            | "Kiss You All Over"              | Exile                              |       |
| 28 Ottobre            | "Hot Child in the City"          | Nick Gilder                        |       |
| 4 Novembre            | "You Needed Me"                  | Anne Murray                        |       |
| 11 Novembre           | "MacArthur Park"                 | Donna Summer                       |       |
| 18 Novembre           | "MacArthur Park"                 | Donna Summer                       |       |
| 25 Novembre           | "MacArthur Park"                 | Donna Summer                       |       |
| 2 Dicembre            | "You Don't Bring Me Flowers"     | Barbra Streisand e Neil Diamond    |       |
| 9 Dicembre            | "Le Freak"                       | Chic                               |       |
| 16 Dicembre           | "You Don't Bring Me Flowers"     | Barbra Streisand e Neil Diamond    |       |
| 23 Dicembre           | "Le Freak"                       | Chic                               |       |
| 30 Dicembre           | "Le Freak"                       | Chic                               |       |